# Мыс (Ферапонтовский сельсовет)
Мыс — деревня в Кирилловском районе Вологодской области.
Входит в состав Ферапонтовского сельского поселения, с точки зрения административно-территориального деления — в Ферапонтовский сельсовет.
Расстояние по автодороге до районного центра Кириллова — 30 км, до центра муниципального образования Ферапонтово — 8 км. Ближайшие населённые пункты — Евсюнино, Малино, Захарьино.
По переписи 2002 года население — 6 человек.